# El alquimista loco
El alquimista loco es el sexto disco de la banda de rock-folk española Celtas Cortos.
Fue grabado en el Studio Du Manoir en Francia entre noviembre y diciembre de 1998 y fue publicado a finales de ese mismo año por la discográfica DRO.
Se trata de un disco enteramente instrumental en el que no participó en ninguna medida Jesús Cifuentes, líder de la formación.
En este trabajo, el folk celta se fusiona con otras corrientes musicales tan variadas como el new age, el ska, la salsa, el reggae, el jazz, el blues o el funk.
Cada tema está fusionado con los demás a través de efectos sonoros que fusionan cada tema con el siguiente, buscando un trabajo que sea un conjunto (y no una recopilación de diferentes temas).
El tema Nubosidad variable contiene el único fragmento cantado del disco, a modo de scat, realizado por  Carlos Soto. 
Este lanzamiento fue resultado de la oferta que hace la Junta de Castilla y León para realizar una gira de conciertos por pequeños teatros de la Comunidad, en 1998. Este proyecto se convierte en un éxito y por ello se lanza al mercado un disco homónimo realizándose, entre otros lugares, actuaciones en Lorca, Alicante, Vitoria, París, Lorient, Toulousse, Santander, Oporto, Logroño, Torrejón, Alcalá de Henares, Jerez de la Frontera y Zaragoza.

## Lista de canciones[1]
1. Vasos Rotos (03:20)
Música: Alberto García.
2. Je ne sais pas (04:41)
Música: José Sendino y Carlos Soto.
3. Escaramuza (03:02)
Música: Alberto García.
4. Rumbo a Mambo (Matilda's Song) (04:09)
Música: Carlos Soto.
5. Mordiendo la gran manzana (04:27)
Música: José Sendino, Carlos Soto, Brian McNeill.
6. Carnavals triste (05:42)
Música: Jesús González.
7. Japan con pan (03:59)
Música: Jesús González.
8. El palo del diablo (04:58)
Música: Carlos Soto, José Sendino.
9. Espiral pseudocelta (03:59)
Música: Carlos Soto.
10. Tributo a Grappelli (05:25)
Música: Alberto García, Jesús González, Carlos Soto.
11. Nubosidad variable (04:59)
Música: Óscar García, Jesús González.
12. La playa de los locos (03:49)
Música: Jesús González.
13. Tierras bajas (03:47)
Música: José Sendino, Alberto García.

## Ficha técnica[1]
- Producción: Goyo Yeves y El alquimista loco.
- Fotografías: Andrés López.
- Diseño: Manuel Guío y Carlos Soto.

Músicos
- Nacho Castro: Batería.
- Óscar García: Bajo eléctrico, bajo sin trastes.
- Jesús González, Suso: Guitarra eléctrica, guitarra jazz, guitarra española.
- José Sendino: Guitarra eléctrica, guitarra acústica.
- Rafael Martín: Cajón flamenco, scratch plato reverse, splash, udu, pandereta, congas, castañuela, crótalos, plato chino,cascabeles de pie, pailas, clave, cencerro, shaker, agogo, cabassa, vibraslap, huevos, timbales, darbouka, cortina, tambores de bata, palos de agua.
- Cuco Pérez: Acordeón, teclados, piano.
- Alberto García: Violín, violín eléctrico, trombón.
- Carlos Soto: Flauta travesera, saxo alto, jaleos (Escaramuza), saxo barítono, flauta en Sol, scat voz (Nubosidad variable).
- Goyo Yeves: Whistle, saxo alto, jaleos (Escaramuza).
- Karim: Cortina.
- Gweltas Tellier: Uilleann pipes.
- Andreas Priwittz: Clarinete.

Colaboraciones
- Bernard: Vaso roto (Vasos Rotos).
- Antonio Narvaiza 'Lechuga': Jaleos (Escaramuza).